# کایاآلتی (گوله)
کایاآلتی (به ترکی استانبولی: Kayaaltı) یک منطقهٔ مسکونی در ترکیه است که در گوله (شهر) واقع شده‌است.